# Canteleu
Canteleu ist eine französische Stadt mit 14.420 Einwohnern (Stand 1. Januar 2022) im Département Seine-Maritime in der Region Normandie. Die Einwohner werden Cantilien(ne)s genannt.

## Geografie
Canteleu grenzt unmittelbar an die nordfranzösische Großstadt Rouen. Es liegt am Rande des 4000 Hektar großen Forêt de Roumare (Wald von Roumare). Die Seine verläuft zwischen Canteleu und dem 2,3 Kilometer südöstlich liegenden Le Petit-Quevilly. Der Cailly, ein Nebenfluss der Seine, und die Clairette fließen durch das Gemeindegebiet. Zu Canteleu gehört der direkt an der Seine gelegene Weiler Croisset.

## Geschichte
Canteleu wurde im 12. Jahrhundert als Cantelupo erstmals urkundlich erwähnt. Der Name der Stadt erstreckt sich auch auf einen Teil des Waldes von Roumare, er bedeutet chante loup, also etwa „Ort wo der Wolf heult“.
Thomas de Gades-Renicourt (1211–1274) war Seigneur von Canteleu und Montigny, er folgte Ludwig IX. von Frankreich (1214–1270) 1249 auf den Kreuzzug nach Ägypten und 1270 auf den Siebten Kreuzzug, auf dem Ludwig IX. starb.
Während der Hugenottenkriege (1562 bis 1598) wurde Canteleu verwüstet (1593/94).

## Städtepartnerschaften
Es bestehen Städtepartnerschaften mit der norddeutschen Stadt Buchholz in der Nordheide (seit September 1975), der polnischen Stadt Wołów (seit September 2005), der englischen Stadt New Milton und der Stadt Kongoussi, die in Burkina Faso liegt.

## Kultur und Sehenswürdigkeiten

### Museen
Der Pavillon Flaubert ist ein Museum, das Schreibfedern, Zeichnungen und andere Objekte zeigt, die Gustave Flaubert (1821–1880) gehört haben. Es steht im Weiler Croisset. Der Vater Flauberts hatte den Pavillon 1844 erworben. Flaubert hat 35 Jahre lang in dem Gebäude gelebt und dort seine Werke verfasst. Seit 1906 dient der Pavillon Flaubert als Museum.

## Bauwerke
Das Schloss Château des Lions wurde um 1650 erbaut. Von 1810 bis 1817 wurde das Schloss restauriert. Es gehört heute der Stadt. Die Kapelle des Schlosses ist praktisch zerstört, ihre Fenster befinden sich im Musée des antiquités in Rouen. Das Schloss ist seit 1948 in die Zusatzliste der Monuments historiques (historische Denkmale) eingetragen.
Das klösterliche Wohngebäude der Pénitents Sainte-Barbe (Büßergemeinschaft Barbara von Nikomedien) wurde den Büßern 1472 von einem Einwohner des Ortes gespendet. Während der Hugenottenkriege wurde das Kloster verwüstet und 1605 neu geweiht. Von 1670 bis 1700 wurde das Gebäude umgebaut. Eine neue Kirche wurde 1732 geweiht. Im Zuge der Französischen Revolution wurde das Kloster geschlossen. Im 19. Jahrhundert wurde das Kloster in ein Waisenhaus, Seniorenheim und Pensionat umgewandelt, deshalb wurden die Gebäude bis 1880 erweitert. Es befindet sich heute im Privatbesitz und wurde 1995 teilweise in das Zusatzverzeichnis der Monuments historiques eingetragen.

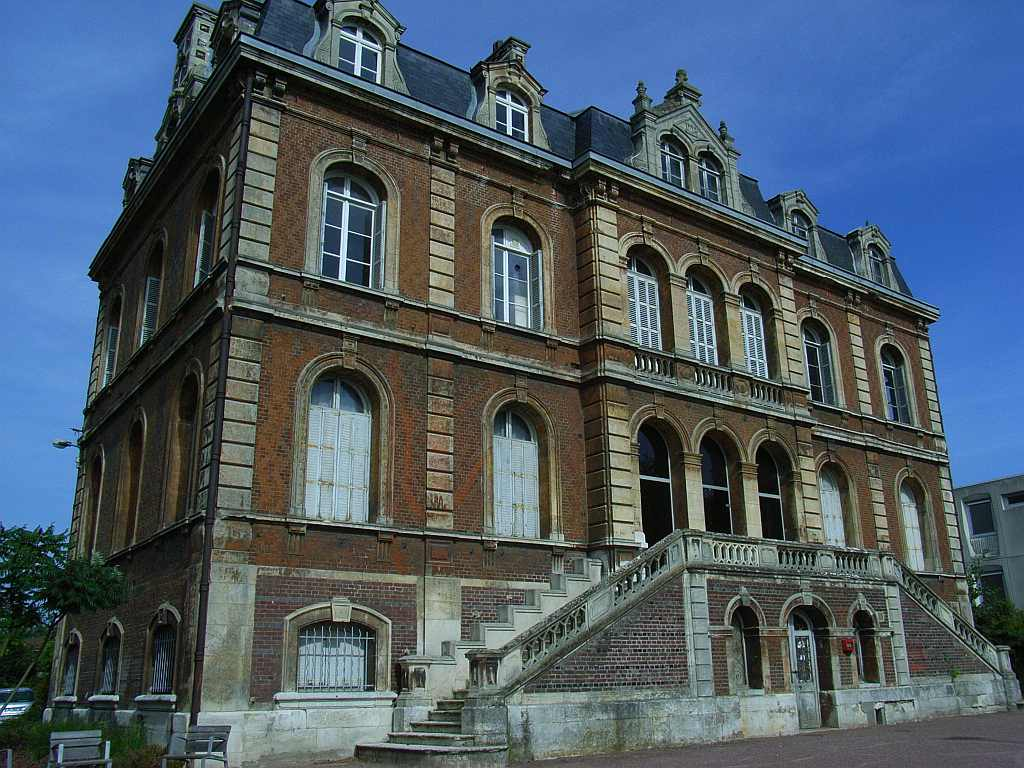
Château du Panorama

Das Château du Panorama wurde 1856 als Residenz der Familie Prat-De la Mossonnière errichtet und diente bis 1890 als Rathaus. Der naheliegende Place Gustave Prat bietet einen Panoramablick auf Rouen, das Seinetal und die höchste europäische Hubbrücke Gustave Flaubert.
Die Pfarrkirche Saint-Martin stammt aus dem 13. Jahrhundert. Der Chor ist erhalten geblieben. Kirchenschiff und Glockenturm wurden im 16. Jahrhundert errichtet. Im 18. und 19. Jahrhundert wurde die Kirche umgebaut. Sie gehört heute der Stadt und ist teilweise in das Zusatzverzeichnis der Monuments historiques eingetragen.

## Wirtschaft
Bedeutende Erwerbszweige sind Holzwirtschaft, Blumenzucht, Pilzzucht, Rinderzucht, Papierherstellung und Baumwollspinnerei. Es gibt außerdem mehrere Steinbrüche in Canteleu.

## Persönlichkeiten
- Alain Crosnier (1930–2021), Meeresbiologe und Krebstierforscher